# Хвощинская, Прасковья Дмитриевна
Прасковья Дмитриевна Хвощинская (1828, Пронск, Рязанский округ — 17 [30] августа 1916, Рязань или Зарайск, Рязанская губерния) — русская писательница.

## Биография
Прасковья Хвощинская родилась в 1832 году в городе Рязани. Отец — небогатый помещик Рязанской губернии, бывший офицер-артиллерист, участник Отечественной войны 1812 года, по выходе в отставку служил в Рязанской губернском отделении ведомства коннозаводства; человек образованный и страстный любитель искусств. Мать — полька по происхождению, получила обычное образование девушек того времени, владела в совершенстве французским языком и передала это знание своим дочерям.
Еще до рождения Прасковьи её отец был несправедливо обвинён в растрате казённых денег, лишился места, попал под суд и подвергся взысканию в размере 15-и тысяч рублей (практически всего своего состояния). Вдобавок к этому, он после суда только через десять лет сумел снова поступить на государственную службу. Хвощинские были вынуждены переселиться в Рязань в полуразрушенный после пожара дом на Семинарской улице.
Несмотря на достаточно незавидное финансовое положение семьи, все дети Хвощинских сумели получить хорошее домашнее образование. Прасковья Дмитриевна Хвощинская, следом за своими старшими сёстрами Надеждой и Софьей, тоже решила попробовать свои силы на литературном поприще.
Свои произведения она подписывала псевдонимом «С. Зимарова». Ей принадлежат повести: «Рассказ экономки» («Отечественные записки», 1864, т. 153); «Будь хуже — было бы лучше» («Еженедельное Новое Время», 1879, том I); «Семейная скорбь» («Еженедельное Новое Время», т. III); «На покое» («Еженедельное Новое Время», т. IV) и биографический очерк о старшей сестре Н. Д. Хвощинской, в посмертном издании её романов и повестей.